# 마쓰오카정 (이바라키현)
마쓰오카정(松岡町)은 이바라키현 다가군에 설치되었던 정이다. 현재의 다카하기시에 해당한다.

## 역사
- 1889년 4월 1일 - 정촌제 시행에 의해 다가군 마쓰오카촌이 성립하였다.
- 1927년 4월 17일 - 정으로 승격해 마쓰오카정이 되었다.
- 1954년 11월 23일 - 다카하기 정, 다카오카 촌, 구로마에 촌의 일부, 구시카타 촌의 일부가 합병해 다카하기 시가 성립하여, 동일 마쓰오카정은 폐지되었다

## 지리
- 현재 다카하기시 동부에 위치한다.
- 태평양에 접해 있다.
- 촌내에는 세키네강이 흐른다.

## 인구
| 1891년 | 3,157 |
| 1920년 | 9,254 |
| 1935년 | 5,103 |
| 1950년 | 6,739 |

## 교통

### 도로
- 1급 국도
  - 국도 제6호선

## 참고문헌
- 『高萩市史』、高萩市、1969年
- 角川日本地名大辞典編纂委員会『가도카와 일본 지명 대사전 8 茨城県』、가도카와 쇼텐、1983年 ISBN 4040010809